# Schleuse Eckersmühlen
Die Schleuse Eckersmühlen wurde in der Zeit von 1980 bis 1985 im Rahmen des Baues der Bundeswasserstraße Main-Donau-Kanal errichtet und am 15. Juni 1991 in Betrieb genommen. Sie liegt zum Teil auf dem Gebiet der Stadt Roth, Gemeindeteil Haimpfarrich, und der Stadt Hilpoltstein, Gemeindeteil Heuberg, und ist als Sparschleuse mit drei Sparbecken südlich des Schleusenbeckens ausgeführt. Aus dem Oberwasser der Schleuse kann Wasser aus der Haltung Eckersmühlen über ein 300 m langen Stollen dem Rothsee zugeführt werden. Im Unterwasser der Schleuse wird die Kleine Roth in einem 200 m langen Düker unter dem Kanal hindurchgeleitet, kann diesem aber bei Bedarf über ein Einlaufbauwerk auch Wasser aus dem Rothsee abgeben.

## Schleuse
Die Kammer der Einzelschleuse liegt bei Kanal-Kilometer 94,937, hat bei einer Kammerlänge von 200 m eine nutzbare Länge von 190 m und eine Nutzbreite von 12 m. Das Oberwasser hat eine Höhe von 381,33 m ü. NN, das Schleusen-Unterwassers liegt bei 356,66 m ü. NHN. Wie bei den Schleusen in Hilpoltstein und Leerstetten, beträgt die Schleusungs-Fallhöhe 24,67 Meter und hat damit die größte Fallhöhe die in Deutschland bisher gebaut wurde. Das Niveau der Kammer-Sohle liegt auf 352,66 m ü. NHN.
Die Kammer hat ein Volumen von 60.639 m³, pro Schleusung werden 24.698 m³ Wasser benötigt. Durch die Hub- und Senkgeschwindigkeit von 1,5 m/min, ergibt sich eine Schleusungsdauer von rund 16 Minuten.
Anfangs plante man anstatt der Schleuse Hilpoltstein und Eckersmühlen ein Schiffshebewerk, da bis dahin nur Schleusen mit kleineren Fallhöhen gebaut wurden. Später entschied man sich die knapp 50 Meter Höhenunterschied auf zwei Schleusen aufzuteilen.

## Steuerung
Die Schleuse hat einen eigenen Kommandostand, wird aber seit 2007 aus der Revierzentrale der WSV in Hilpoltstein fernbedient. Von dort aus werden auch die Schleusen Bachhausen, Leerstetten und Hilpoltstein ferngesteuert. Ab 2024 soll die Steuerung von zwölf Schleusen aus der Leitzentrale Nürnberg erfolgen, später die aller 16 Kanalschleusen.
Die Schleuse ist, außer bei Betriebsstörungen wie beispielsweise Unfällen, Wartungsarbeiten oder Eisgang, ganzjährig rund um die Uhr betriebsbereit und nachts beleuchtet. Im Ober- und Unterwasser bestehen jeweils Schleusenvorhäfen für die Berufsschifffahrt, Warteplätze mit Sprechstellen für die Freizeitschifffahrt und Slipanlagen für Kleinfahrzeuge. Kleinfahrzeuge werden nur tagsüber und meist zusammen mit der Großschifffahrt abgefertigt. Muskelkraftgetriebene Wasserfahrzeuge werden nicht geschleust; für diese steht an den Slipstellen ein bepfandeter Transportwagen zum händischen Umsetzen bereit.

## Betrieb
Am 23. Januar 2012 rammte ein Gütermotorschiff das Obertor der Schleuse. Die Schifffahrt kam zum Erliegen, bis das Tor ersetzt wurde. Das Schiff blieb hierbei unbeschädigt.
Vom 26. März bis 8. April 2022 war die Schleuse für drei Wochen für Unterhaltsmaßnahmen gesperrt.